# Hyssia gozmanyi
Hyssia gozmanyi là một loài bướm đêm trong họ Noctuidae.